# Gerson Philip Zaal
Gerson Philip Zaal (Paramaribo, 6 november 1872 – 8 mei 1954) was een Surinaams ambtenaar en politicus.
Hij was in 1893 surnumerair in algemene dienst, in 1894 werd hij klerk bij de gouvernementssecretarie en in 1904 volgde promotie tot adjunct-commies. Enkele jaren later werd hij als waarnemend districtssecretaris van Marowijne toegelaten als tolk in het 'Negerengelsch'. Vanaf 1909 was hij lange tijd districtssecretaris in Nickerie. Nadat Zaal met pensioen was gegaan werd hij bij tussentijdse parlementsverkiezingen in 1932 (A.A. Dragten was opgestapt) verkozen tot lid van de Koloniale Staten. In 1937 werd dat hernoemd tot de Staten van Suriname. Hij was krap dertien jaar Statenlid en gaf in 1945 die functie op. Zaal overleed in 1954 op 81-jarige leeftijd.